# Chuột đồng đuôi dài

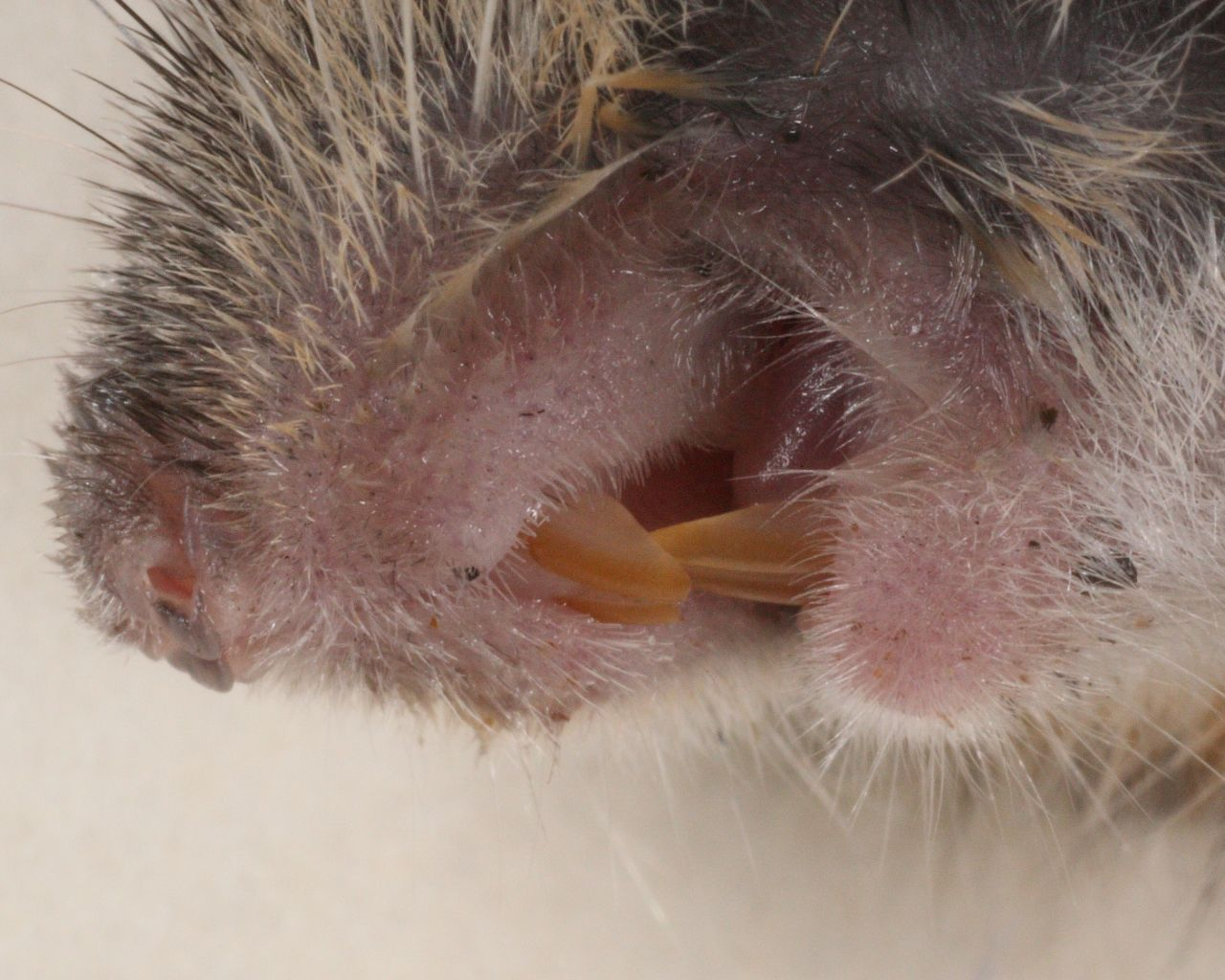
Cặp răng cửa trên của chuột đồng đuôi dài có mặt trong phẳng, khác với chuột nhắt nhà

Chuột đồng đuôi dài (danh pháp khoa học: Apodemus sylvaticus) là một loài chuột bản xứ châu Âu và Tây Bắc Phi. Đây là họ hàng gần của Apodemus flavicollis, với nét khác biệt là sự thiếu vắng vành lông vàng quanh cổ, tai hơi nhỏ hơn và kích cỡ nói chung là nhỏ hơn: dài 90 mm (3.54 in), nặng khoảng 23 g. Nó là một loài phổ biến, thường gặp, sống ở hầu khắp châu Âu, hội sinh với con người và có lúc được coi là vật hại. Loài này có thể mang mầm bệnh hantavirus mà có thể gây ảnh hưởng nghiệm trọng cho sức khoẻ con người.

## Môi trường sống và phân bố

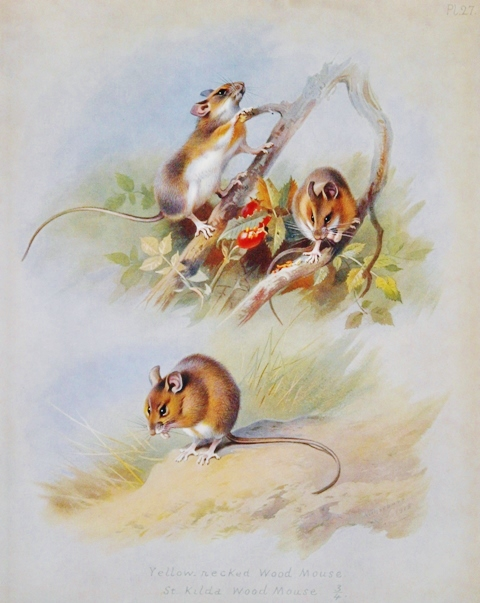
Tranh minh hoạ "Harvest, Wood Mouse" trong British Mammals của A. Thorburn, 1920

Chuột đồng đuôi dài sống ở rừng thưa, thảo nguyên, đồng ruộng, với xu hướng sống tại nơi rậm rạp hơn vào mùa đông. Đây là động vật sống về đêm ưa nơi khô ráo, đào hang sâu, xây ổ từ thực vật và sống trong nhà khi khí hậu khắc nghiệt. Đây là một trong những loài được nghiên cứu kỹ càng nhất chi Apodemus. Tại châu Âu, phạm vi phân bố của chúng trải rộng từ Scandinavia ở phía bắc đến đến Ukraina ở phía đông. Chuột đồng đuôi dài cũng sống ở miền tây bắc Phi cùng nhiều hòn đảo trong Địa Trung Hải.

## Chế độ ăn
Chuột đồng đuôi dài chủ yếu ăn hạt, nhất là hạt sồi, cử, tần bì, chanh, sơn tra. Khi có nhiều hạt, chúng thường mang hạt về hang/ổ để dự trữ. Chúng cũng ăn động vật không xương sống nhỏ như ốc sên hay côn trùng, nhất là vào cuối xuân-đầu hè khi có ít hạt hơn. Cuối mùa chúng còn cả ăn trái cây, quả mọng, nấm và rễ cây. Vào mùa đông, chúng săn cả dơi ngủ đông.